# Europees kampioenschap waterpolo mannen 2001
Het 25ste Europees kampioenschap waterpolo voor mannen vond plaats van 15 juni tot 24 juni 2001 in Boedapest, Hongarije. 12 teams namen deel aan het toernooi.

## Voorronde

### Groep A
| Datum   | Land        | Land        | Uitslag |
| ------- | ----------- | ----------- | ------- |
| 15 juni | Joegoslavië | Spanje      | 9-7     |
| 15 juni | Roemenië    | Hongarije   | 5-12    |
| 15 juni | Nederland   | Italië      | 4-10    |
| 16 juni | Spanje      | Hongarije   | 5-7     |
| 16 juni | Italië      | Roemenië    | 9-4     |
| 16 juni | Joegoslavië | Nederland   | 10-7    |
| 17 juni | Hongarije   | Italië      | 10-5    |
| 17 juni | Nederland   | Spanje      | 0-4     |
| 17 juni | Roemenië    | Joegoslavië | 5-11    |
| 18 juni | Spanje      | Italië      | 8-7     |
| 18 juni | Joegoslavië | Hongarije   | 8-5     |
| 18 juni | Nederland   | Roemenië    | 6-6     |
| 19 juni | Italië      | Joegoslavië | 8-9     |
| 19 juni | Hongarije   | Nederland   | 10-7    |
| 19 juni | Roemenië    | Spanje      | 5-6     |

| Groep A |             |             |             |             |             |            |            |            |        |
| #       | Land        | Wedstrijden | Wedstrijden | Wedstrijden | Wedstrijden | Doelpunten | Doelpunten | Doelpunten | Punten |
| #       | Land        | G           | W           | G           | V           | V          | T          | Saldo      | Punten |
| 1       | Joegoslavië | 5           | 4           | 0           | 1           | 47         | 32         | 15         | 8      |
| 2       | Hongarije   | 5           | 4           | 0           | 1           | 44         | 30         | 14         | 8      |
| 3       | Spanje      | 5           | 3           | 0           | 2           | 30         | 28         | 2          | 6      |
| 4       | Italië      | 5           | 2           | 0           | 3           | 39         | 35         | 4          | 4      |
| 5       | Nederland   | 5           | 0           | 1           | 4           | 24         | 40         | -16        | 1      |
| 6       | Roemenië    | 5           | 0           | 1           | 4           | 25         | 44         | -19        | 1      |

### Groep B
| Datum   | Land        | Land        | Uitslag |
| ------- | ----------- | ----------- | ------- |
| 15 juni | Duitsland   | Griekenland | 4-7     |
| 15 juni | Frankrijk   | Rusland     | 4-13    |
| 15 juni | Slowakije   | Kroatië     | 10-9    |
| 16 juni | Griekenland | Rusland     | 10-7    |
| 16 juni | Kroatië     | Frankrijk   | 12-3    |
| 16 juni | Duitsland   | Slowakije   | 9-9     |
| 17 juni | Rusland     | Kroatië     | 6-8     |
| 17 juni | Slowakije   | Griekenland | 8-14    |
| 17 juni | Frankrijk   | Duitsland   | 3-11    |
| 18 juni | Griekenland | Kroatië     | 7-7     |
| 18 juni | Duitsland   | Rusland     | 6-9     |
| 18 juni | Slowakije   | Frankrijk   | 13-8    |
| 19 juni | Kroatië     | Duitsland   | 5-5     |
| 19 juni | Rusland     | Slowakije   | 12-8    |
| 19 juni | Frankrijk   | Griekenland | 9-10    |

| Groep B |             |             |             |             |             |            |            |            |        |
| #       | Land        | Wedstrijden | Wedstrijden | Wedstrijden | Wedstrijden | Doelpunten | Doelpunten | Doelpunten | Punten |
| #       | Land        | G           | W           | G           | V           | V          | T          | Saldo      | Punten |
| 1       | Griekenland | 5           | 4           | 1           | 0           | 48         | 35         | 13         | 9      |
| 2       | Kroatië     | 5           | 3           | 0           | 2           | 41         | 31         | 10         | 6      |
| 3       | Rusland     | 5           | 3           | 0           | 2           | 47         | 36         | 11         | 6      |
| 4       | Slowakije   | 5           | 2           | 1           | 2           | 48         | 52         | -4         | 5      |
| 5       | Duitsland   | 5           | 2           | 0           | 3           | 35         | 33         | 2          | 4      |
| 6       | Frankrijk   | 5           | 0           | 0           | 5           | 27         | 59         | -32        | 0      |

## Kwartfinales
| Datum   | Land        | Land        | Uitslag |
| ------- | ----------- | ----------- | ------- |
| 21 juni | Kroatië     | Spanje      | 7-6     |
| 21 juni | Hongarije   | Rusland     | 10-9    |
| 21 juni | Joegoslavië | Slowakije   | 8-7     |
| 21 juni | Italië      | Griekenland | 7-6     |

## Halve Finale ronde

### 5e/8e plaats
| Datum   | Land    | Land        | Uitslag |
| ------- | ------- | ----------- | ------- |
| 22 juni | Spanje  | Slowakije   | 8-5     |
| 22 juni | Rusland | Griekenland | 8-4     |

### Halve Finales
| Datum   | Land        | Land    | Uitslag |
| ------- | ----------- | ------- | ------- |
| 22 juni | Hongarije   | Italië  | 7-8     |
| 22 juni | Joegoslavië | Kroatië | 8-6     |

## Plaatsingsronde

### 11e/12e plaats
| Datum   | Land     | Land      | Uitslag |
| ------- | -------- | --------- | ------- |
| 22 juni | Roemenië | Frankrijk | 9-1     |

### 9e/10e plaats
| Datum   | Land      | Land      | Uitslag |
| ------- | --------- | --------- | ------- |
| 22 juni | Duitsland | Nederland | 8-6     |

### 7e/8e plaats
| Datum   | Land        | Land      | Uitslag |
| ------- | ----------- | --------- | ------- |
| 23 juni | Griekenland | Slowakije | 8-4     |

### 5e/6e plaats
| Datum   | Land    | Land   | Uitslag |
| ------- | ------- | ------ | ------- |
| 23 juni | Rusland | Spanje | 8-5     |

## Bronzen Finale
| Datum   | Land    | Land      | Uitslag |
| ------- | ------- | --------- | ------- |
| 24 juni | Kroatië | Hongarije | 9-12    |

## Finale
| Datum   | Land        | Land   | Uitslag | Periode           |
| ------- | ----------- | ------ | ------- | ----------------- |
| 24 juni | Joegoslavië | Italië | 8-5     | (0-2,4-0,2-1,2-2) |

## Eindrangschikking
| Goud   | Joegoslavië |
| Zilver | Italië      |
| Brons  | Hongarije   |
| 4      | Kroatië     |
| 5      | Rusland     |
| 6      | Spanje      |
| 7      | Griekenland |
| 8      | Slowakije   |
| 9      | Duitsland   |
| 10     | Nederland   |
| 11     | Roemenië    |
| 12     | Frankrijk   |

Europees kampioenschap waterpolo mannen

1926 · 
1927 · 
1931 · 
1934 · 
1938 · 
1947 · 
1950 · 
1954 · 
1958 · 
1962 · 
1966 · 
1970 · 
1974 · 
1977 · 
1981 · 
1983 · 
1985 · 
1987 · 
1989 · 
1991 · 
1993 · 
1995 · 
1997 · 
1999 · 
2001 · 
2003 · 
2006 · 
2008 · 
2010 · 
2012 · 
2014 · 
2016 · 
2018 · 
2020 · 
2022 · 
2024
Europees kampioenschap waterpolo vrouwen

1985 · 
1987 · 
1989 · 
1991 · 
1993 · 
1995 · 
1997 · 
1999 · 
2001 · 
2003 · 
2006 · 
2008 · 
2010 · 
2012 · 
2014 · 
2016 · 
2018 · 
2020 · 
2022 · 
2024